# 天津增十三
天鵝座47，又名BD+34 4079，HD 196093、SAO 70203、HR 7866，是天鵝座的一颗恒星，视星等为4.61，位于銀經75.43，銀緯-2.93，其B1900.0坐标为赤經20h 30m 0.7s，赤緯+34° -2.93′ 30″。